# Strohwein

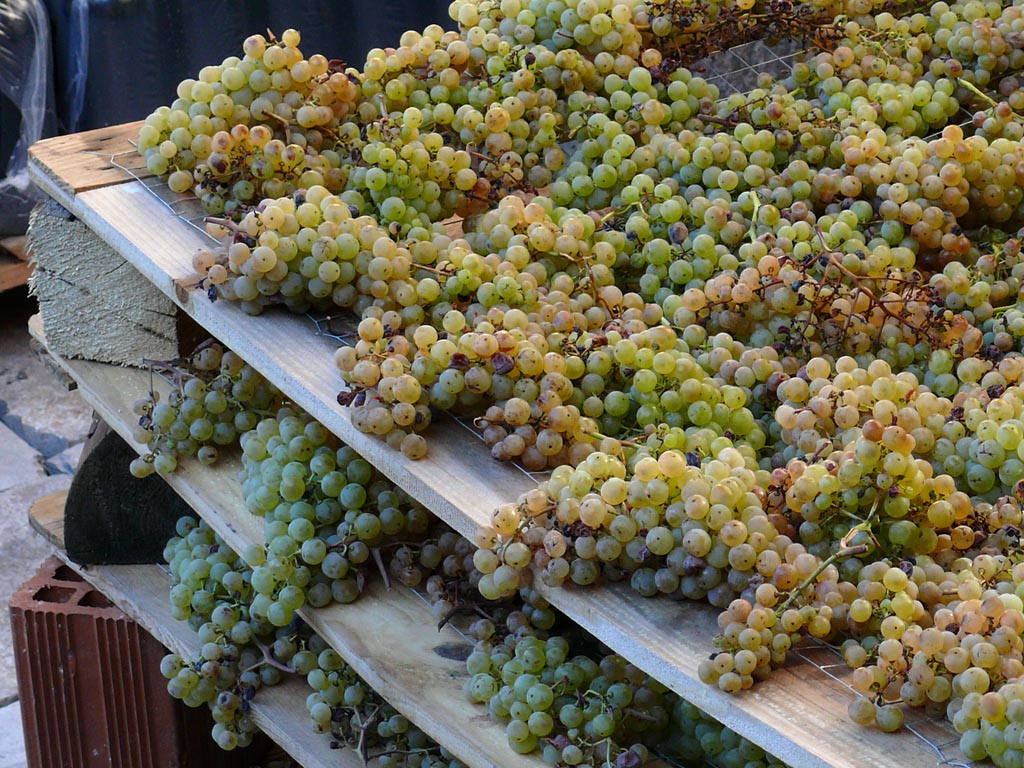
Trocknung der Trauben

Als Strohwein (franz. vin de paille, ital. passito) bezeichnet man einen Wein, dessen Trauben nach der Lese auf Strohmatten oder beispielsweise auf Holzgestellen, oder an Schnüren hängend angetrocknet werden, sodass der Zuckergehalt und die weiteren Inhaltsstoffe, wie Säuren-, Bukett- und Extraktstoffe infolge der teilweisen Wasserverdunstung relativ ansteigen.:319 Erst dann wird gekeltert.
Wegen des hohen Zuckeranteils entsteht bei der Fermentation (der alkoholischen Gärung) meist ein konzentrierter Wein mit einem hohen Alkoholgehalt von 14 % „Die Weine bleiben süß.“:319 Hiervon gibt es jedoch Ausnahmen.
Strohweine werden u. a. in Italien erzeugt. Bekannte Beispiele sind aus Venetien „der Recioto di Soave, ein lebendiger, süßer und darüber hinaus historischer DOCG-Wein“, „der süße Recioto della Valpolicella, aber auch der trockene manchmal auch bittere Amarone della Valpolicella“.:162–163 In der Lombardei „bereitet man aus Nebbiolo trockenen Sforzato di Valtellina“.:150 Auch in Frankreich (hier u. a. im Jura), Spanien, Österreich (z. B. Burgenland) und Zypern (Commandaria) werden Strohweine bereitet.
In Deutschland war die Herstellung von Strohweinen seit 1971 durch das Weingesetz verboten. Seit Inkrafttreten der neuen EU-Weinmarktordnung am 1. August 2009 ist die Produktion von Strohwein in Deutschland wieder erlaubt. Da „Strohwein“ ein (durch Österreich und Italien) geschützter Begriff ist, darf er aber nicht so genannt werden. Ulrich Stein aus Bullay an der Mosel hat maßgeblich für den Strohwein gekämpft und nennt seinen Strohwein deswegen moselfränkisch „Striehween“.
In Österreich bezeichnet man Strohwein auch als Schilfwein. Laut Weingesetz 2009 müssen die Trauben vor der Kelterung mindestens 3 Monate auf Stroh oder Schilf lagern oder an Schnüren aufgehängt werden. Der Saft dieser Trauben muss schließlich ein Mostgewicht von mindestens 25 °KMW aufweisen. Weist der Saft bereits nach zwei Monaten Lagerung ein Mostgewicht von mindestens 30 °KMW auf, kann bereits früher gekeltert werden.